# Heinz Pliska
Heinz Pliska (* 23. Oktober 1941 in Gelsenkirchen) ist ein ehemaliger deutscher Fußballspieler. Der Mittelfeldspieler hat für den FC Schalke 04 von 1965 bis 1968 insgesamt 75 Spiele (2 Tore) in der Fußball-Bundesliga bestritten.

## Sportliche Laufbahn

### Beginn in der 2. Liga und Regionalliga West, bis 1965
Seine Karriere begann Heinz Pliska beim damaligen Zweitligisten Eintracht Gelsenkirchen. Er debütierte 1961/62 in der 2. Liga West und belegte mit der Eintracht den 4. Rang. Unter Trainer Heinz Kersting und an der Seite von Mitspielern wie dem gleichaltrigen Karl-Heinz Bente, Willi Kostrewa und Franz-Josef Sarna absolvierte er 18 Ligaeinsätze (1 Tor). Als er sich mit 26 Ligaeinsätzen (5 Tore) 1962/63 in die Stammelf gespielt hatte, musste sich die Eintracht mit dem 10. Rang zufriedengeben. Bente und Kostrewa hatten den finanziell klammen Verein verlassen. Er wechselte 1963 in die neu eingeführte Regionalliga West zu den Sportfreunden Hamborn 07. Bei den schwarz-gelben „Löwen“ wurde er unter Trainer Karl-Heinz Marotzke in 30 Ligaspielen eingesetzt und die Sportfreunde beendeten die Runde auf dem 14. Rang. Mit Einführung der Bundesliga hatten im Sommer 1963 Leistungsträger wie Horst Häfner, Horst Podlasly, Werner Rinaß und Rolf Schafstall Hamborn verlassen und die Neuzugänge Pliska, Sarna und Erich Schiller hatten an der Seite von Klaus Kunkel, Rainer Plich und Karl-Heinz Wirth massiv gegen den Abstieg zu kämpfen. In seinem zweiten Hamborner Jahr erlebte er die Trainerarbeit von Erich Garske und das Debüt von Horst Heese als Vertragsfußballer. Er absolvierte 33 von 34 Ligaspielen und gehörte mit Hamborn dem hinteren Mittelfeld in der Tabelle an. In Hamborn wurde er in 63 Spielen eingesetzt, in denen er ein Tor erzielte. Seine Leistung in den zwei Jahren in Hamborn war positiv aufgefallen und so nahm er zur Saison 1965/66 das Angebot des FC Schalke 04 aus der Bundesliga an und wechselte zurück in seine Heimatstadt.

### Bundesliga bei Schalke 04, 1965 bis 1968
Der Traditionsverein war im Sommer 1965 allerdings sportlich am Ende und finanziell nicht konkurrenzfähig. Im zweiten Jahr Bundesliga 1964/65 war nur der letzte Platz erreicht worden, nur durch eine Aufstockung auf 18 Vereine war man in der Liga geblieben. Absolute Leistungsträger wie Reinhard Libuda, Willi Schulz, Egon Horst, Waldemar Gerhardt, Willi Koslowski, Hans Nowak und gute Mitspieler wie Heinz Crawatzo, Gyula Tóth und Manfred Berz verließen nach dieser Katastrophenrunde Schalke. Mit dem harten Arbeiter Fritz Langner als Trainer und ehrgeizigen Spielern aus dem Amateurlager sollte trotzdem in der Saison 1965/66 die Klasse erhalten werden. Bei den Neuzugängen stellte der 20-fache Amateurnationalspieler Gerhard Neuser schon die Prominenz dar. Daneben sollte der junge Klaus Fichtel von Arminia Ickern zu einem wahren Glücksgriff werden.
Aber auch andere Spieler wie Josef Elting, der Ex-Herner Alfred Pyka, der über die Station TSV 1860 München kam, und auch Heinz Pliska wurden zu Stammspielern in dieser Not-Gemeinschaft. Nicht unwesentlich zum Gelingen des Klassenerhalts trugen die Leistungen von Manfred Kreuz mit neun Toren und Günter Herrmann mit sieben Toren bei. Am Ende konnte man sich über einen rettenden 14. Platz freuen. Pliska hatte in dieser Saison gleich alle 34 Spiele bestritten.
In den nächsten beiden Spielzeiten konnte ebenfalls die Klasse erhalten werden, ein Fortschritt war aber nicht auszumachen gewesen. Pliska gehörte aber während dieser Zeit weiterhin zum Stamm. Aber das letzte Jahr entwickelte sich zum „Seuchenjahr“ für ihn. Eine Verletzung jagte die andere. Trotz eines Vertrages bis 1969 fiel er bei Schalke in Ungnade. Man traf sich letztlich vor dem Arbeitsgericht wieder, wo sein Vertrag in beiderseitigem Einvernehmen aufgelöst wurde. In der Saison 1968/69 wurde er auf Schalke nicht mehr eingesetzt. Nach 75 Bundesliga-Spielen (2 Tore) war das Thema Schalke 04 für ihn dann erledigt.

### Ausklang
Nach Beendigung seiner aktiven Spielerlaufbahn schnürte Pliska noch seine Schuhe für Erle 08, ehe er als Spielertrainer zu TuS Rotthausen zurückging. Es folgten Trainerstationen beim Landesligisten SV Byfang (Essen), Rot-Weiß Leithe und DJK Eintracht Erle, ehe er bei Rot-Weiß Wacker Bismarck seine letzte Trainerstation hatte.
Der gelernte Former war später über 30 Jahre bei den Stadtwerken Gelsenkirchen beschäftigt und ist inzwischen Rentner.